# Bayer 04 Leverkusen Fußball 2006-2007
Questa voce raccoglie le informazioni riguardanti il Bayer 04 Leverkusen Fußball nelle competizioni ufficiali della stagione 2006-2007.

## Stagione
Nella stagione 2006-2007, il Bayer Leverkusen si è classificato al quinto posto in Bundesliga,  qualificandosi per la successiva edizione della Coppa UEFA. È stato eliminato nel secondo turno di Coppa di Germania.
In Coppa UEFA ha raggiunto i quarti di finale, eliminato dall'Osasuna.
Juan fu l'unico convocato della società per la Copa América 2007

## Maglie e sponsor
Lo sponsor che compare sulle maglie della società è RWE società di fornitura energetica.
Lo sponsor tecnico è il marchio Tedesco Adidas.
| Casa Maglia | Casa Alternativa | Trasferta Maglia | Terza Maglia |

## Rosa
| N. |                                 | Ruolo | Calciatore          |
| -- | ------------------------------- | ----- | ------------------- |
| 1  | Germania (bandiera)             | P     | Hans-Jörg Butt      |
| 2  | Svezia (bandiera)               | D     | Fredrik Stenman     |
| 3  | Brasile (bandiera)              | D     | Roque Júnior        |
| 4  | Brasile (bandiera)              | D     | Juan                |
| 5  | Tunisia (bandiera)              | D     | Karim Haggui        |
| 6  | Germania (bandiera)             | C     | Simon Rolfes        |
| 7  | Svizzera (bandiera)             | C     | Tranquillo Barnetta |
| 9  | Bosnia ed Erzegovina (bandiera) | A     | Sergej Barbarez     |
| 10 | Germania (bandiera)             | C     | Paul Freier         |
| 11 | Germania (bandiera)             | A     | Stefan Kießling     |
| 12 | Ucraina (bandiera)              | A     | Andrij Voronin      |
| 13 | Brasile (bandiera)              | D     | Athirson            |
| 16 | Svizzera (bandiera)             | C     | Pirmin Schwegler    |
| 17 | Germania (bandiera)             | D     | Alexander Meyer     |

| N. |                      | Ruolo | Calciatore                 |
| -- | -------------------- | ----- | -------------------------- |
| 19 | Croazia (bandiera)   | C     | Marko Babić                |
| 20 | Germania (bandiera)  | P     | Benedikt Fernandez         |
| 22 | Germania (bandiera)  | P     | René Adler                 |
| 23 | Algeria (bandiera)   | D     | Ahmed Madouni              |
| 24 | Togo (bandiera)      | D     | Assimiou Touré             |
| 25 | Germania (bandiera)  | C     | Bernd Schneider            |
| 26 | Rep. Ceca (bandiera) | A     | Michal Papadopulos         |
| 27 | Germania (bandiera)  | D     | Gonzalo Castro             |
| 28 | Germania (bandiera)  | C     | Carsten Ramelow            |
| 29 | Germania (bandiera)  | D     | Jan-Ingwer Callsen-Bracker |
| 32 | Germania (bandiera)  | C     | Pierre De Wit              |
| 33 | Turchia (bandiera)   | C     | Ali Çamdalı                |
| 34 | Germania (bandiera)  | P     | Erik Domaschke             |
| 44 | Germania (bandiera)  | D     | Thomas Hübener             |

## Organigramma societario
Area tecnica
- Allenatore: Michael Skibbe
- Allenatore in seconda: Peter Hermann
- Preparatore dei portieri: Rüdiger Vollborn
- Preparatori atletici: Holger Broich

## Calciomercato

### Sessione estiva
| Acquisti | Acquisti         | Acquisti                    | Acquisti |
| R.       | Nome             | da                          | Modalità |
| -------- | ---------------- | --------------------------- | -------- |
| A        | Sergej Barbarez  | Amburgo                     |          |
| D        | Karim Haggui     | Strasburgo                  |          |
| A        | Stefan Kießling  | Norimberga                  |          |
| D        | Alexander Meyer  | Duisburg                    |          |
| C        | Pirmin Schwegler | Young Boys                  |          |
| D        | Assimiou Touré   | Bayer Leverkusen (Juniores) |          |

| Cessioni | Cessioni         | Cessioni        | Cessioni |
| R.       | Nome             | da              | Modalità |
| -------- | ---------------- | --------------- | -------- |
| A        | Dimităr Berbatov | Tottenham       |          |
| D        | Cataldo Cozza    | Paderborn II    |          |
| D        | Clemens Fritz    | Werder Brema    |          |
| C        | Jacek Krzynówek  | Wolfsburg       |          |
| D        | Jens Nowotny     | Dinamo Zagabria |          |
| C        | Timo Röttger     | Paderborn       |          |

### Sessione invernale
| Acquisti | Acquisti | Acquisti | Acquisti |
| R.       | Nome     | da       | Modalità |
| -------- | -------- | -------- | -------- |

| Cessioni | Cessioni    | Cessioni        | Cessioni |
| R.       | Nome        | da              | Modalità |
| -------- | ----------- | --------------- | -------- |
| A        | Josip Tadić | Dinamo Zagabria |          |

## Risultati

### Bundesliga

#### Girone di andata
| Arbitro: | Sippel |

|                                   |           |  |
| Ramelow 32’ Castro 45’ Rolfes 60’ | Marcatori |  |

| Arbitro: | Stark |

|                       |           |                   |
| Klose 26’ Almeida 77’ | Marcatori | 15’ (rig.) Freier |

| Arbitro: | Fleischer |

|          |           |                    |
| Juan 49’ | Marcatori | 70’ (aut.) Madouni |

| Arbitro: | Fandel |

|                                 |           |             |
| Takahara 55’ Thurk 70’ Ochs 84’ | Marcatori | 52’ Madouni |

| Arbitro: | Merk |

|             |           |              |
| Brdarić 74’ | Marcatori | 37’ Barbarez |

| Arbitro: | Wack |

|                             |           |           |
| Castro 28’, 47’ Ramelow 56’ | Marcatori | 6’ Bordon |

| Arbitro: | Gagelmann |

|                                     |           |  |
| Gómez 22’ Boka 48’ Hitzlsperger 76’ | Marcatori |  |

| Arbitro: | Drees |

|             |           |                   |
| Voronin 40’ | Marcatori | 70’, 86’ Guerrero |

| Arbitro: | Brych |

|  |           |                       |
|  | Marcatori | 12’ Babić 74’ Voronin |

| Arbitro: | Weiner |

|              |           |             |
| Barbarez 45’ | Marcatori | 28’ Szabics |

| Arbitro: | Wagner |

|              |           |                                      |
| Iličević 48’ | Marcatori | 7’ Barbarez 32’ Voronin 71’ Barnetta |

| Arbitro: | Merk |

|                           |           |                                             |
| Kießling 48’ Athirson 80’ | Marcatori | 33’ Salihamidžić 83’ Demichelis 86’ Pizarro |

| Arbitro: | Schmidt |

|                                   |           |                              |
| Vittek 12’ Schroth 48’ Saenko 85’ | Marcatori | 8’ Madouni 69’ (aut.) Paulus |

| Arbitro: | Stark |

|                                     |           |              |
| Barbarez 19’ Rolfes 66’ Voronin 80’ | Marcatori | 51’ Munteanu |

| Bielefeld 2 dicembre 2006, ore 15:30 CET 15ª giornata | Arminia Bielefeld | 0 – 0 referto | Bayer Leverkusen | SchücoArena (20 459 spett.)\| Arbitro: \| Kircher \| |
| Arbitro:                                              | Kircher           |               |                  |                                                      |

| Arbitro: | Brych |

|                      |           |              |
| Freier 33’ Babić 80’ | Marcatori | 22’ Pantelić |

| Arbitro: | Merk |

|             |           |                          |
| Amedick 85’ | Marcatori | 24’ Voronin 74’ Kießling |

#### Girone di ritorno
| Arbitro: | Kinhöfer |

|                                    |           |                                |
| Reghecampf 10’ (rig.) Ibišević 30’ | Marcatori | 44’, 57’ Schneider 54’ Voronin |

| Arbitro: | Wagner |

|  |           |                       |
|  | Marcatori | 15’ Klose 78’ Almeida |

| Arbitro: | Kircher |

|                              |           |                                |
| Hanke 16’, 37’ Klimowicz 72’ | Marcatori | 29’ Kießling 71’ (aut.) Heyden |

| Arbitro: | Kempter |

|                               |           |                         |
| Jones 39’ (aut.) Kießling 90’ | Marcatori | 42’ Kyrgiakos 84’ Meier |

| Arbitro: | Gagelmann |

|  |           |              |
|  | Marcatori | 7’ Rosenthal |

| Arbitro: | Gräfe |

|  |           |              |
|  | Marcatori | 85’ Kießling |

| Arbitro: | Brych |

|                                 |           |           |
| Voronin 19’ Freier 22’ Juan 61’ | Marcatori | 73’ Cacau |

| Amburgo 11 marzo 2007, ore 17:00 CET 25ª giornata | Amburgo | 0 – 0 referto | Bayer Leverkusen | AOL Arena (55 337 spett.)\| Arbitro: \| Fandel \| |
| Arbitro:                                          | Fandel  |               |                  |                                                   |

| Arbitro: | Stark |

|             |           |  |
| Voronin 90’ | Marcatori |  |

| Arbitro: | Sippel |

|           |           |                                 |
| Zidan 75’ | Marcatori | 42’, 45’ Barbarez 52’ Schneider |

| Arbitro: | Gagelmann |

|              |           |                                            |
| Kießling 62’ | Marcatori | 8’ (aut.) Haggui 16’ Yahia 22’, 90’ Gkekas |

| Arbitro: | Kircher |

|                           |           |             |
| van Bommel 30’ Makaay 47’ | Marcatori | 60’ Voronin |

| Arbitro: | Drees |

|                    |           |  |
| Schneider 20’, 59’ | Marcatori |  |

| Arbitro: | Meyer |

|                    |           |              |
| Radu 7’ Gunkel 84’ | Marcatori | 44’ Kießling |

| Arbitro: | Sippel |

|              |           |                           |
| Barbarez 30’ | Marcatori | 19’ Wichniarek 83’ Kamper |

| Arbitro: | Stark |

|                          |           |                                                      |
| Pantelić 32’ Giménez 51’ | Marcatori | 13’ Callsen-Bracker 34’ Voronin 64’ (rig.) Schneider |

| Arbitro: | Gagelmann |

|                         |           |              |
| Kießling 45’ Rolfes 54’ | Marcatori | 79’ Smolarek |

### Coppa di Germania
| Arbitro: | Kircher |

|                                   |                      |                              |
| Nessos 53’ Şahin 104’             | Marcatori            | 57’ Juan 111’ Schneider      |
| Grenier Šukalo Wiblishauser Ziehl | Tiri di rigore 1 – 3 | Schneider Rolfes Juan Freier |

| Arbitro: | Perl |

|                                      |           |                         |
| Mokhtari 5’ Idrissou 30’ Lavrič 113’ | Marcatori | 20’ Barnetta 83’ Rolfes |

### Coppa di Lega
| Arbitro: | Hamer |

|                                                                                                   |                      |                                                                               |
| Bordon 37’                                                                                        | Marcatori            | 29’ (aut.) Rodríguez                                                          |
| Bajramović Boenisch Rost K'obiashvili Larsen Altıntop Løvenkrands Altıntop Baumjohann Abel Larsen | Tiri di rigore 9 – 8 | Babić Rolfes Barbarez Castro Butt Kießling Touré Madouni Ramelow Haggui Babić |

### Coppa UEFA

#### Fase di qualificazione
| Ginevra 14 settembre 2006, ore 20:30 CEST Primo turno | Sion  | 0 – 0 referto | Bayer Leverkusen | Stade de Genève (11 000 spett.)\| Arbitro: \| Malek \| |
| Arbitro:                                              | Malek |               |                  |                                                        |

| Arbitro: | Eriksson |

|                                              |           |               |
| Voronin 61’ Ramelow 75’ Schneider 86’ (rig.) | Marcatori | 74’ Fernandes |

#### Fase a gironi
| Arbitro: | Kasnaferis |

|             |           |               |
| Clement 46’ | Marcatori | 35’ Schneider |

| Arbitro: | Hansson |

|  |           |              |
|  | Marcatori | 35’ Berbatov |

| Arbitro: | Ferreira |

|                    |           |              |
| Niculescu 35’, 76’ | Marcatori | 19’ Barbarez |

| Arbitro: | Paparesta |

|                            |           |                       |
| Schneider 76’ Barbarez 86’ | Marcatori | 90’ (rig.) Ricardinho |

#### Fase a eliminazione diretta
| Arbitro: | Vink |

|                                               |           |                       |
| Callsen-Bracker 18’ Ramelow 43’ Schneider 56’ | Marcatori | 39’ Bentley 86’ Nonda |

| Blackburn 22 febbraio 2007, ore 19:00 CET Terzo turno | Blackburn | 0 – 0 referto | Bayer Leverkusen | Ewood Park (25 124 spett.)\| Arbitro: \| Mallenco \| |
| Arbitro:                                              | Mallenco  |               |                  |                                                      |

| Arbitro: | Webb |

|                                   |           |            |
| Monterrubio 18’ Cousin 70’ (rig.) | Marcatori | 55’ Haggui |

| Arbitro: | Benquerença |

|                                   |           |  |
| Voronin 36’ Barbarez 56’ Juan 70’ | Marcatori |  |

| Arbitro: | Hauge |

|  |           |                               |
|  | Marcatori | 1’ Cuéllar 72’ López 73’ Webó |

| Arbitro: | Fröjdfeldt |

|            |           |  |
| Juanlu 62’ | Marcatori |  |

## Statistiche

### Statistiche di squadra
| Competizione      | Punti | In casa | In casa | In casa | In casa | In casa | In casa | In trasferta | In trasferta | In trasferta | In trasferta | In trasferta | In trasferta | Totale | Totale | Totale | Totale | Totale | Totale | DR |
| Competizione      | Punti | G       | V       | N       | P       | Gf      | Gs      | G            | V            | N            | P            | Gf           | Gs           | G      | V      | N      | P      | Gf     | Gs     | DR |
| ----------------- | ----- | ------- | ------- | ------- | ------- | ------- | ------- | ------------ | ------------ | ------------ | ------------ | ------------ | ------------ | ------ | ------ | ------ | ------ | ------ | ------ | -- |
| Bundesliga        | 51    | 17      | 8       | 3       | 6       | 28      | 23      | 17           | 7            | 3            | 7            | 26           | 26           | 34     | 15     | 6      | 13     | 54     | 49     | +5 |
| Coppa di Germania | -     | 0       | 0       | 0       | 0       | 0       | 0       | 2            | 0            | 1            | 1            | 4            | 5            | 2      | 0      | 1      | 1      | 4      | 5      | -1 |
| Coppa di Lega     | -     | 0       | 0       | 0       | 0       | 0       | 0       | 1            | 0            | 1            | 0            | 1            | 1            | 1      | 0      | 1      | 0      | 1      | 1      | 0  |
| Europa League     | -     | 6       | 4       | 0       | 2       | 11      | 8       | 6            | 0            | 3            | 3            | 3            | 6            | 12     | 4      | 3      | 5      | 14     | 14     | 0  |
| Totale            | 51    | 23      | 12      | 3       | 8       | 39      | 31      | 26           | 7            | 8            | 11           | 34           | 38           | 49     | 19     | 11     | 19     | 73     | 69     | +4 |

### Andamento in campionato
| Giornata  | 1 | 2 | 3 | 4  | 5  | 6 | 7  | 8  | 9  | 10 | 11 | 12 | 13 | 14 | 15 | 16 | 17 | 18 | 19 | 20 | 21 | 22 | 23 | 24 | 25 | 26 | 27 | 28 | 29 | 30 | 31 | 32 | 33 | 34 |
| --------- | - | - | - | -- | -- | - | -- | -- | -- | -- | -- | -- | -- | -- | -- | -- | -- | -- | -- | -- | -- | -- | -- | -- | -- | -- | -- | -- | -- | -- | -- | -- | -- | -- |
| Luogo     | C | T | C | T  | T  | C | T  | C  | T  | C  | T  | C  | T  | C  | T  | C  | T  | T  | C  | T  | C  | C  | T  | C  | T  | C  | T  | C  | T  | C  | T  | C  | T  | C  |
| Risultato | V | P | N | P  | N  | V | P  | P  | V  | N  | V  | P  | P  | V  | N  | V  | V  | V  | P  | P  | N  | P  | V  | V  | N  | V  | V  | P  | P  | V  | P  | P  | V  | V  |
| Posizione | 1 | 7 | 8 | 13 | 13 | 8 | 12 | 14 | 12 | 12 | 9  | 11 | 12 | 10 | 10 | 7  | 6  | 6  | 6  | 7  | 7  | 8  | 8  | 6  | 6  | 5  | 5  | 5  | 6  | 5  | 6  | 6  | 5  | 5  |

Legenda:

Luogo: C = Casa; T = Trasferta. Risultato: V = Vittoria; N = Pareggio; P = Sconfitta.

### Statistiche dei giocatori
| Giocatore          | Bundesliga | Bundesliga | Bundesliga  | Bundesliga | Coppa di Germania | Coppa di Germania | Coppa di Germania | Coppa di Germania | Coppa di Lega | Coppa di Lega | Coppa di Lega | Coppa di Lega | Coppa UEFA | Coppa UEFA | Coppa UEFA  | Coppa UEFA | Totale   | Totale | Totale      | Totale     |
| Giocatore          | Presenze   | Reti       | Ammonizioni | Espulsioni | Presenze          | Reti              | Ammonizioni       | Espulsioni        | Presenze      | Reti          | Ammonizioni   | Espulsioni    | Presenze   | Reti       | Ammonizioni | Espulsioni | Presenze | Reti   | Ammonizioni | Espulsioni |
| ------------------ | ---------- | ---------- | ----------- | ---------- | ----------------- | ----------------- | ----------------- | ----------------- | ------------- | ------------- | ------------- | ------------- | ---------- | ---------- | ----------- | ---------- | -------- | ------ | ----------- | ---------- |
| R. Adler           | 11         | 0          | 0           | 0          | 0                 | 0                 | 0                 | 0                 | 0             | 0             | 0             | 0             | 4          | 0          | 0           | 0          | 15       | 0      | 0           | 0          |
| A. Athirson        | 12         | 1          | 0           | 0          | 0                 | 0                 | 0                 | 0                 | 1             | 0             | 0             | 0             | 3          | 0          | 1           | 0          | 16       | 1      | 1           | 0          |
| M. Babić           | 25         | 2          | 4           | 1          | 2                 | 0                 | 0                 | 0                 | 1             | 0             | 0             | 0             | 11         | 0          | 2           | 0          | 39       | 2      | 6           | 1          |
| S. Barbarez        | 32         | 7          | 8           | 0          | 2                 | 0                 | 1                 | 0                 | 1             | 0             | 0             | 0             | 12         | 3          | 2           | 0          | 47       | 10     | 11          | 0          |
| T. Barnetta        | 30         | 1          | 5           | 0          | 2                 | 1                 | 0                 | 0                 | 0             | 0             | 0             | 0             | 9          | 0          | 2           | 0          | 41       | 2      | 7           | 0          |
| H. Butt            | 22         | 0          | 1           | 1          | 2                 | 0                 | 0                 | 0                 | 1             | 0             | 0             | 0             | 8          | 0          | 1           | 0          | 33       | 0      | 2           | 1          |
| J. Callsen-Bracker | 15         | 1          | 3           | 0          | 0                 | 0                 | 0                 | 0                 | 0             | 0             | 0             | 0             | 6          | 1          | 1           | 0          | 21       | 2      | 4           | 0          |
| G. Castro          | 26         | 3          | 6           | 1          | 1                 | 0                 | 0                 | 0                 | 1             | 0             | 1             | 0             | 11         | 0          | 3           | 0          | 39       | 3      | 10          | 1          |
| P. De Wit          | 4          | 0          | 0           | 0          | 0                 | 0                 | 0                 | 0                 | 0             | 0             | 0             | 0             | 1          | 0          | 0           | 0          | 5        | 0      | 0           | 0          |
| E. Domaschke       | 0          | 0          | 0           | 0          | 0                 | 0                 | 0                 | 0                 | 0             | 0             | 0             | 0             | 0          | 0          | 0           | 0          | 0        | 0      | 0           | 0          |
| B. Fernandez       | 2          | 0          | 0           | 0          | 0                 | 0                 | 0                 | 0                 | 0             | 0             | 0             | 0             | 0          | 0          | 0           | 0          | 2        | 0      | 0           | 0          |
| P. Freier          | 31         | 3          | 4           | 2          | 2                 | 0                 | 0                 | 0                 | 1             | 0             | 0             | 0             | 11         | 0          | 1           | 0          | 45       | 3      | 5           | 2          |
| K. Haggui          | 24         | 0          | 11          | 0          | 1                 | 0                 | 0                 | 0                 | 1             | 0             | 0             | 0             | 9          | 1          | 0           | 1          | 35       | 1      | 11          | 1          |
| T. Hübener         | 0          | 0          | 0           | 0          | 0                 | 0                 | 0                 | 0                 | 0             | 0             | 0             | 0             | 0          | 0          | 0           | 0          | 0        | 0      | 0           | 0          |
| J. Juan            | 28         | 2          | 5           | 0          | 2                 | 1                 | 1                 | 0                 | 0             | 0             | 0             | 0             | 10         | 1          | 1           | 0          | 40       | 4      | 7           | 0          |
| R. Junior          | 1          | 0          | 0           | 0          | 0                 | 0                 | 0                 | 0                 | 0             | 0             | 0             | 0             | 0          | 0          | 0           | 0          | 1        | 0      | 0           | 0          |
| S. Kießling        | 32         | 8          | 3           | 1          | 1                 | 0                 | 0                 | 0                 | 1             | 0             | 0             | 0             | 10         | 0          | 0           | 0          | 44       | 8      | 3           | 1          |
| A. Madouni         | 15         | 2          | 3           | 0          | 2                 | 0                 | 0                 | 0                 | 1             | 0             | 1             | 0             | 7          | 0          | 1           | 0          | 25       | 2      | 5           | 0          |
| A. Meyer           | 0          | 0          | 0           | 0          | 0                 | 0                 | 0                 | 0                 | 0             | 0             | 0             | 0             | 0          | 0          | 0           | 0          | 0        | 0      | 0           | 0          |
| M. Papadopulos     | 7          | 0          | 0           | 0          | 1                 | 0                 | 0                 | 0                 | 0             | 0             | 0             | 0             | 0          | 0          | 0           | 0          | 8        | 0      | 0           | 0          |
| C. Ramelow         | 13         | 2          | 3           | 2          | 1                 | 0                 | 0                 | 0                 | 1             | 0             | 0             | 0             | 6          | 2          | 1           | 0          | 21       | 4      | 4           | 2          |
| S. Rolfes          | 34         | 3          | 1           | 0          | 2                 | 1                 | 0                 | 0                 | 1             | 0             | 1             | 0             | 12         | 0          | 1           | 0          | 49       | 4      | 3           | 0          |
| B. Schneider       | 31         | 6          | 6           | 0          | 2                 | 1                 | 0                 | 0                 | 0             | 0             | 0             | 0             | 12         | 4          | 1           | 0          | 45       | 11     | 7           | 0          |
| P. Schwegler       | 21         | 0          | 2           | 0          | 2                 | 0                 | 0                 | 0                 | 0             | 0             | 0             | 0             | 5          | 0          | 0           | 0          | 28       | 0      | 2           | 0          |
| F. Stenman         | 13         | 0          | 1           | 0          | 1                 | 0                 | 0                 | 0                 | 1             | 0             | 0             | 0             | 5          | 0          | 0           | 0          | 20       | 0      | 1           | 0          |
| J. Tadić           | 0          | 0          | 0           | 0          | 0                 | 0                 | 0                 | 0                 | 0             | 0             | 0             | 0             | 0          | 0          | 0           | 0          | 0        | 0      | 0           | 0          |
| A. Touré           | 1          | 0          | 0           | 0          | 0                 | 0                 | 0                 | 0                 | 1             | 0             | 0             | 0             | 1          | 0          | 0           | 0          | 3        | 0      | 0           | 0          |
| A. Voronin         | 31         | 10         | 7           | 0          | 2                 | 0                 | 1                 | 0                 | 0             | 0             | 0             | 0             | 10         | 2          | 2           | 0          | 43       | 12     | 10          | 0          |
| A. Çamdalı         | 0          | 0          | 0           | 0          | 0                 | 0                 | 0                 | 0                 | 0             | 0             | 0             | 0             | 0          | 0          | 0           | 0          | 0        | 0      | 0           | 0          |